# Jorge Mira
Jorge Mira Pérez (Bayo, Zas, La Coruña, 30 de octubre de 1968) es un físico, investigador, ajedrecista, profesor y divulgador científico español.

## Trayectoria
Licenciado y doctor en Física por la Universidad de Santiago de Compostela, con Premio Extraordinario, es catedrático de electromagnetismo en la Facultad de Física de dicha Universidad.
Como investigador ha sido reconocido, entre otros, con los siguientes galardones:
- Finalista del Premio de la Real Sociedad Española de Física a Investigadores Noveles (1999)
- Premio de investigación en ciencia y tecnología de la Diputación de Pontevedra (2001)
- Premio de la Real Academia Gallega de Ciencias (2002)
- Premio del Colegio Oficial de Físicos de España (2010)
- XXXIV Premio da Crítica Galicia, en la modalidad de investigación (2011)
- Mención de Honor del Premio de investigación de la Real Academia Gallega de Ciencias (2011).
- Medalla Galicia de Investigación, en el área de matemáticas, física y ciencias de la computación, "por la originalidad y calidad de su trayectoria científica, con notables contribuciones a un gran abanico de disciplinas" (2022).[2][3]

Tres de sus trabajos de investigación han sido en colaboración con el Premio Nobel de Química 2019 John B. Goodenough.
En 2016 fue elegido académico correspondiente de la Real Academia Gallega. En 2024 fue elegido miembro del plenario del Consejo de la Cultura Gallega.
En 2018 fue nombrado por el Gobierno de España miembro de la comisión de expertos para la reforma de la hora oficial española.

## Divulgación
En televisión, ha sido colaborador científico en los programas «Que serán?» (TVE-Galicia) (1999), «Arrampla con todo» (2004-2005) y «Ciencianosa» (2006-2008), estos dos últimos en la Televisión de Galicia. En esa misma cadena fue, además, el experto en cifras del concurso «Cifras e letras» (2006-2013), presentador de las partes de ciencia de los concursos científico-culturales «Verbas van» (2013-2016) y «Coma un allo» (2017-2021) y colaborador del programa «Atmosféricos» (2022-2024).
En el ámbito radiofónico, ha sido colaborador científico de varias cadenas (entre ellas Radio Clásica), y desde el año 2000 hasta la actualidad lo es en la Radio Autonómica de Galicia (Radio Galega). A ello se le suman diversos artículos en el diario La Voz de Galicia, donde es también columnista científico.
Es responsable del Programa ConCiencia, una iniciativa de divulgación científica que se desarrolla con la participación de diferentes Premios Nobel (o sus análogos en matemáticas y ciencias de la computación) y director de la colección de divulgación científica de la editorial de la Universidad de Santiago de Compostela.
En 2010 publicó su primer libro, "A ciencia no punto de mira" (editado en castellano en 2011), y en 2016 "¿A que altura está o ceo?" ("¿A qué altura está el cielo?", editado en castellano en 2020).
Por estas actividades ha recibido diferentes galardones:
- I Premio «Física en Acción», de la Real Sociedad Española de Física (2000).
- Mención de Honor en el «Premio Ciutat de les arts i de les ciencias de Valencia» (2001).
- VI Premio Nacional «Ciencia en Acción», del MEC y el EIROForum (2005).
- En 2010 la organización de este premio le concedió su Medalla de Honor "por su amplia trayectoria de apoyo a la comunicación científica".
- Premio "José María Savirón" de divulgación científica, de la RSEF, RSEQ, RSME, COQ, COG, COFIS, CSIC y otras entidades (ex aequo con el programa de TVE-2 "Tres14"), "por su destacada labor divulgativa a través de radio, prensa y televisión, y también a través del programa ConCiencia, con participación de varios Premios Nobel" (2011).
- Premio de la Real Sociedad Española de Física, en la modalidad de enseñanza y divulgación de la física, "por su labor pedagógica de gran calidad y su destacable actividad en el campo de la divulgación científica” (2012).
- XVIII Premio Nacional «Ciencia en Acción», en la modalidad de materiales didácticos de ciencia por el libro «¿A que altura está o ceo?» (2017).[10]
- Premio Prismas especial del jurado - XXX Prismas "Casa de las Ciencias" a la divulgación (2017).[11]
- XL Premio de la Crítica Galicia - modalidad de iniciativas culturales y científicas, al Programa ConCiencia (2017).[12]
- I Premio de divulgación científica - Real Academia Galega de Ciencias y Junta de Galicia (2020).[13]
- XXII Premio nacional «Ciencia en Acción» - modalidad de divulgación científica, por el programa de la TVG «Coma un allo» (2021).[14]
- Premio da Cultura Galega, categoría de proyección exterior (al Programa ConCiencia) - Xunta de Galicia (2022).
- Premio de la Confederación de Sociedades Científicas de España a la difusión de la ciencia (2023).[15]

En 2005 fue destacado en la portada del número conmemorativo del décimo aniversario de la sección "Next Wave" de la revista Science, por la combinación de la actividad de profesor universitario y divulgador científico.

## Anécdotas
- Es miembro de la asociación Mensa.
- Ha publicado diversos artículos sobre curiosidades o anécdotas científicas (entre ellos, en colaboración con J. Viña, uno en el que calcula la temperatura del cielo y del infierno).[16]
- Su variada actividad deportiva: ha sido campeón gallego de baile de salón, campeón gallego de natación en categoría de veteranos,[17] jugador de la primera división gallega de ajedrez y ha obtenido también otros triunfos menores en esgrima, taekwondo y atletismo.
- Varias aulas y espacios de centros educativos de Galicia llevan su nombre[18][19][20][21][22][23] y ha dado nombre al premio científico del instituto de secundaria de Negreira (La Coruña).[24]
- La plaza principal de su pueblo de nacimiento lleva su nombre.[25]